# Knockin' On Heaven's Door
"Knockin' On Heaven's Door" je pjesma Boba Dylana napisana za film Pat Garrett & Billy the Kid iz 1973. Originalno je snimljena kao lagana akustična country pjesma. Tijekom godina doživjela je mnogobrojne izvedbe, raznih izvođača i stilova, a postala zanimljiva i kolekcionarima.
Neki od izvođača na čijim se repertoarima našla:
- Eric Clapton
- Randy Crawford
- Def Leppard
- Sandy Denny
- Grateful Dead
- Guns N' Roses
- George Harrison
- Indigo Girls
- Beau Jocque
- Avril Lavigne
- Leningrad Cowboys
- Bob Marley
- Pink Floyd
- Cat Power
- Television
- U2
- Roger Waters
- Warren Zevon
- Mungo Jerry

## Vanjske poveznice
- Popis izvedbi  Arhivirana inačica izvorne stranice od 14. lipnja 2018. (Wayback Machine)
- Tekst pjesme  Arhivirana inačica izvorne stranice od 18. veljače 2007. (Wayback Machine)